# Потоцкий, Иоахим (староста львовский)
Иоахим Потоцкий (1700 Вилга— 17 февраля 1764, Каменец-Подольский) — государственный и военный деятель Речи Посполитой, полковник артиллерии (1745), генерал-майор коронных войск (1750), генерал-лейтенант коронный войск (1754), староста львовский (1729—1754), библиофил и коллекционер.

## Биография

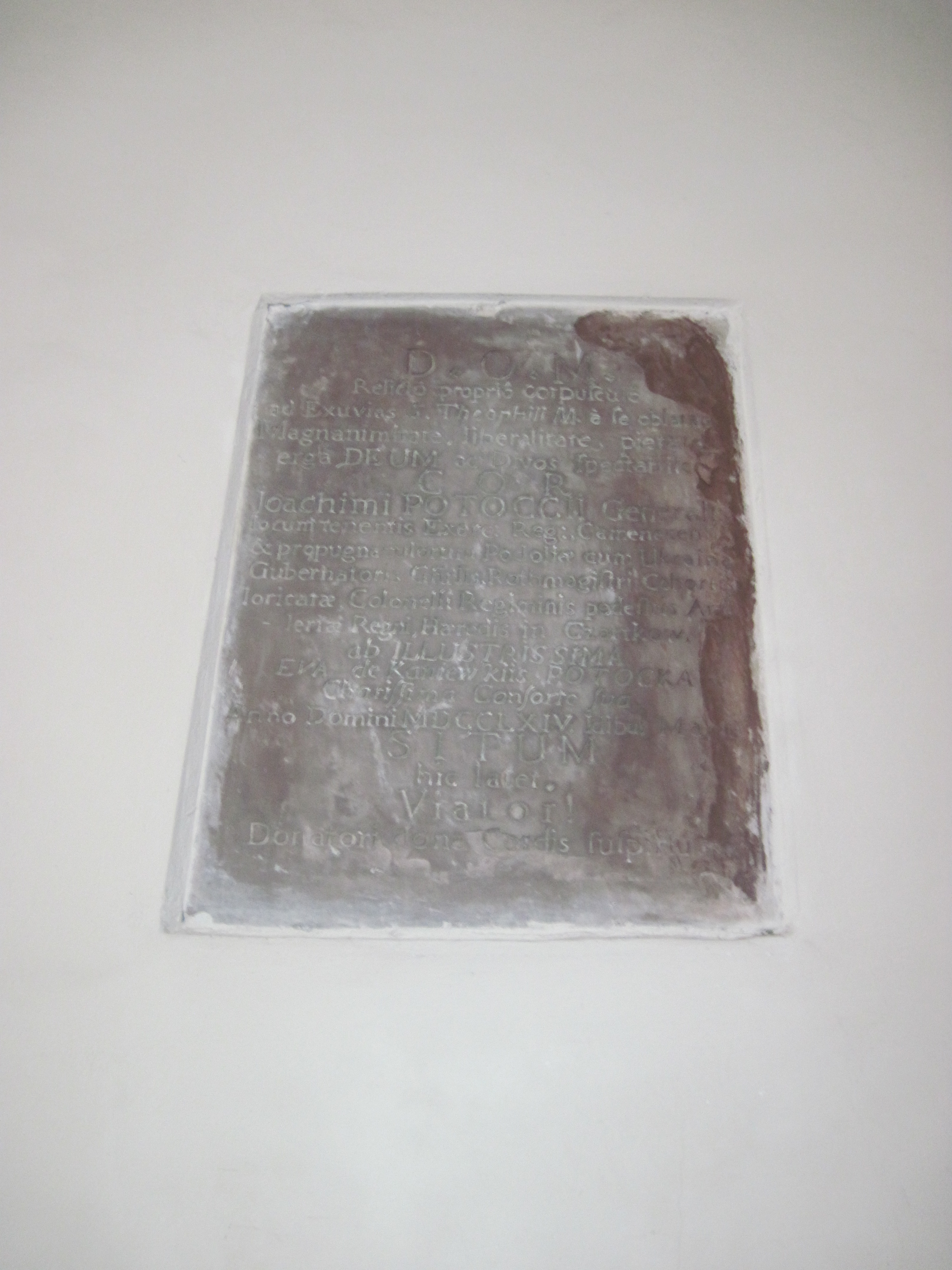
Памятная доска Иоахиму Потоцкому, Чортков

Представитель польского магнатского рода Потоцких герба «Пилява». Старший сын воеводы мазовецкого и старосты львовского Стефана Потоцкого (1665—1730) от второго брака с Констанцией Денгоф. Младший брат — староста глинянский Игнацы Потоцкий (ок. 1715—1765)
Староста львовский в 1729—1754 годах, депутат от Белзского воеводства на сеймы в 1738 и 1746 годах, депутат от Галицкой земли на сейм в 1750 году, полковник коронной артиллерии (1745), позже генерал-майор коронных войск (с 1750), генерал-лейтенант коронных войск (с 1754), командир пограничных крепостей в 1751—1764 годах.
8 августа 1729 года Стефан Потоцкий уступил своему сыну Иоахиму должность старосты львовского, признав его совершеннолетие. 5 декабря того же 1729 года он принял присягу в Львовском замке в присутствии воеводы русского Яна Станислава Яблоновского. В 1735 году был схвачен русскими в Гданьске.
Владелец имений Чортков и Белобожница. В Чортковском замке собрал коллекцию-галерею семейных портретов.
Скончался в Каменце-Подольском 17 февраля 1764 года, его сердце было похоронено в костёле Чорткова.

## Семья и дети
С 1748 года Иоахим Потоцкий был женат на Еве Каневской, дочери чашника луцкого (умерла после 1774). Их дети:
- Винцент Гавел (умер после 1789), ротмистр императорских войск, член Галицкого станового сейма
- Кристина, жена пидстолия киевского Ежи Дунина-Вонсовича
- Марианна, жена воеводы черниговского Людвика Вилги
- Франциcка Ксаверия, жена Станислава Костки Садовского, староты ужицкого
- Констанция, 1-й муж — староста вавольницкий Юзеф Малаховский, 2-й муж — староста радомский Александр Потканский.